# マリアンネ・ブラント

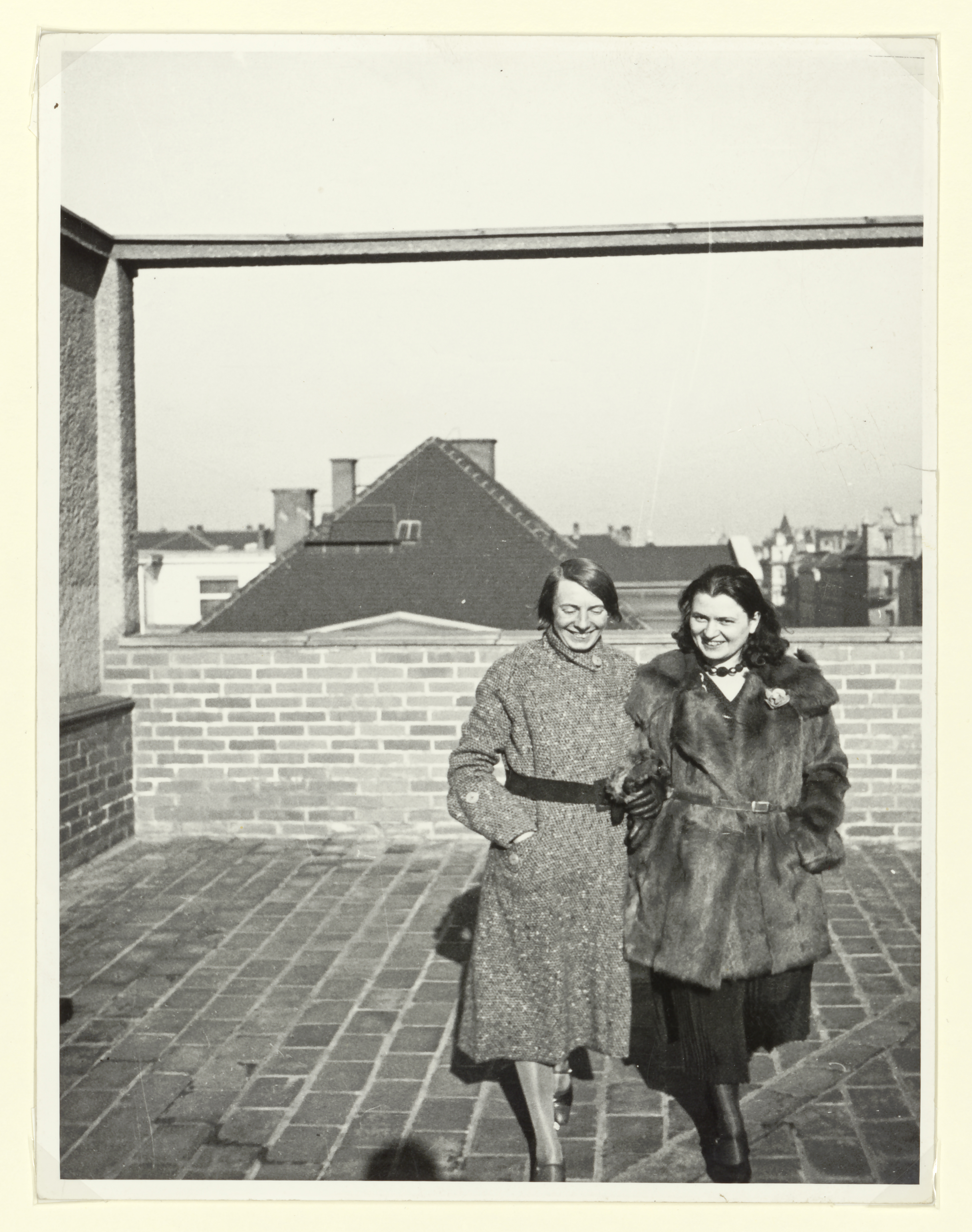
マリアンネ・ブラント(右)とSöre Popitz(1926)

マリアンネ・ブラント（独: Marianne Brandt、1893年10月1日 - 1983年6月18日）とは、ドイツのデザイナー、写真家。ヴァイマルのバウハウスで学び、1927年にはデッサウのバウハウス金工工房の責任者になった。ランプ、灰皿、ティーポットといった家庭用品のデザインは現代のインダストリアルデザインを先取りしている言われる。フォトモンタージュ作品も残している。

## 生涯
1893年、ケムニッツの裕福な家に生まれる。出生名はマリアンネ・リーベ（Marianne Liebe）。
1911年から1917年までヴァイマルの大公立美術学校（Großherzoglich-Sächsische Kunstschule Weimar）で絵画と彫刻を学ぶ。
1919年、ノルウェーの画家エリク・ブラントと結婚、二人でノルウェーとフランスを旅行しながら、絵画を勉強する。
1924年、ヴァイマルのバウハウスに入学し、金工を専攻。ハンガリー出身の理論家・デザイナーのラースロー・モホリ＝ナジに師事する。ほどなく工房のアシスタントになり。さらに1928年にはモホリ＝ナジの後継者として事務取扱を1年間務め、企業と照明器具など金属加工品の提携契約をいくつか取り結ぶ。こうした契約は学校の利益にもなり極めて稀なケースであった。1929年にバウハウスを去ると、ベルリンのヴァルター・グロピウスのスタジオで働き、続いてゴータのRuppelwerk Metallwarenfabrik GmbHs社デザイン部の監督を1932年まで続ける。
1933年初頭、ナチス・ドイツが台頭すると、国外に仕事を得ようとしたが、家族を養わなければならなくなり故郷のケムニッツに戻る。1939年、画材を得るためにしかたなく帝国文化院のメンバーとなる。しかし、国家社会主義ドイツ労働者党には最後まで入党しなかった。ケムニッツには1945年までとどまる。その間、1935年に夫エリクと離婚。

第二次世界大戦後は東ドイツで暮らす。1949年から1951年までドレスデン美術大学で木工・金工・陶芸を、1951年から1954年までベルリンの応用美術大学（現・ベルリン・ヴァイセンゼー美術大学）で金工・デザインを教えた。
1983年6月18日、ザクセン州キルヒベルクで死去。89歳だった。

## 作品
ブラントのデザインした金属製の灰皿、ティーセット/コーヒーセット、照明器具、家庭用品などはヴァイマルおよびデッサウのバウハウスの作品でも最良のもののひとつと言われている。それらは戦時中に大量生産され、現在でも入手可能である。2007年12月のオークションでは、ブラント作のティーポット「ティーインフューザー モデルNo. MT49」に361,000ドルの値がついた。
バウハウス時代の作品で有名なものには、シンプルなデザインながら、革新的なプーリー・釣り合いおもり構造で、ランプの高さを簡単に調節できるアルミニウム製の「吊りランプ ME78B」（1926年）がある。
ブラントのティーセットはモダニズム初期の特徴を有している。装飾よりも形状を優先し、近代の大量生産技術に適合しようという明確な意図がある。
- ティーインフューザー モデルNo. MT49(1924年、sailko提供)
- バウハウス時代の灰皿（1926年、Geheimnisträgerin提供）
- Ruppelwerk社時代の瓶(1930年、Daderot提供)

ブラントは1926年からフォトモンタージュも手掛けていて、2005年から2006年にかけて、ベルリンのバウハウス・アーカイブ、ハーバード大学、ケンブリッジ、マサチューセツ、ニューヨークの国際写真センターでブラントのフォトモンタージュの回顧展が催された。

## レガシー
彼女の名前を冠した国際的なコンテスト「マリアンネ・ブラント賞」が毎年開催されている。